# Golpe de Estado de Dezembro de 1917

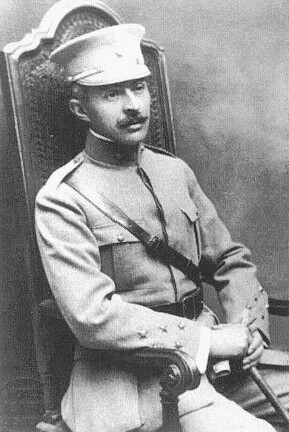
Foto de Sidónio Pais

O Golpe de Estado de Dezembro de 1917, também por vezes designado por Revolução de Dezembro de 1917, foi um golpe militar contra o governo da primeira República Portuguesa desencadeado a 5 de Dezembro de 1917. O líder do movimento foi Sidónio Pais, um major de Artilharia, professor e político. A revolta triunfou rapidamente, levando à formação de uma Junta Revolucionária Militar, presidida por Sidónio Pais, que assume o poder, ao mesmo tempo que impõe a dissolução do Parlamento e a destituição e exílio do Presidente da República Bernardino Machado.
A 11 de Dezembro foi constituído um novo Governo chefiado por Sidónio Pais, o 15.º governo do regime republicano. Para além dos elementos da Junta Revolucionária, o novo governo integrou três unionistas, dois centristas e um independente. O novo regime começa a ser apelidado pelos seus apoiantes como a República Nova.
No dia 27 de Dezembro de 1917, a República Nova de Sidónio Pais decretou alterações à Constituição Portuguesa de 1911, introduzindo um regime presidencialista, no qual o Presidente do Ministério assumia as funções de Presidente da República enquanto não fosse eleito pelo futuro Congresso o Presidente da República.
Em 28 de Abril de 1918 foi eleito Presidente da República por sufrágio directo e universal, sendo que o candidato único, Sidónio Pais, obteve 468 275 votos. Ficava consolidado o Sidonismo, regime que vigoraria até ao assassinato de Sidónio Pais, em Dezembro daquele ano.